# At Play
At Play — первый сборник канадского прогрессив-хаус диджея Deadmau5 в его серии компиляций At Play, издан в 2008 году. Компиляция состоит из 10 треков, написанных лично им и коллективами, в которых он участвовал. Также здесь собраны лучшие его ремиксы и совместные работы.

## Стиль, отзывы критиков
lmusic.com, оценил сборник в три звезды из пяти. По его словам, на нём присутствуют не самые лучшие работы диджея, и он будет скорее интересен его давним фанатам, а не широкому кругу слушателей.

## Список композиций
| №   | Название                        | Artist                   | Длительность |
| --- | ------------------------------- | ------------------------ | ------------ |
| 1.  | «Vanishing Point»               | deadmau5                 | 7:02         |
| 2.  | «Sex, Lies, Audiotape»          | deadmau5                 | 5:56         |
| 3.  | «Cocktail Queen»                | Melleefresh vs. deadmau5 | 5:27         |
| 4.  | «Faxing Berlin»                 | deadmau5                 | 8:39         |
| 5.  | «Hey Baby (Adam K Dirty Remix)» | Melleefresh vs. deadmau5 | 6:19         |
| 6.  | «Turning Point»                 | deadmau5                 | 7:02         |
| 7.  | «This is The Hook»              | BSOD                     | 5:58         |
| 8.  | «1981»                          | deadmau5                 | 6:04         |
| 9.  | «Dr. Funkenstein»               | deadmau5                 | 7:13         |
| 10. | «Afterhours»                    | Melleefresh vs. deadmau5 | 6:07         |